# 阿爾罕布拉故事集
《阿尔罕布拉故事》（英语：Tales of the Alhambra）是美国作家华盛顿·欧文（1783–1859）创作的杂文、文学素描和故事的集锦，其灵感来自于1828年他在西班牙格拉纳达的阿尔罕布拉宫建筑群中的访问。该书初版于1832年。

## 背景

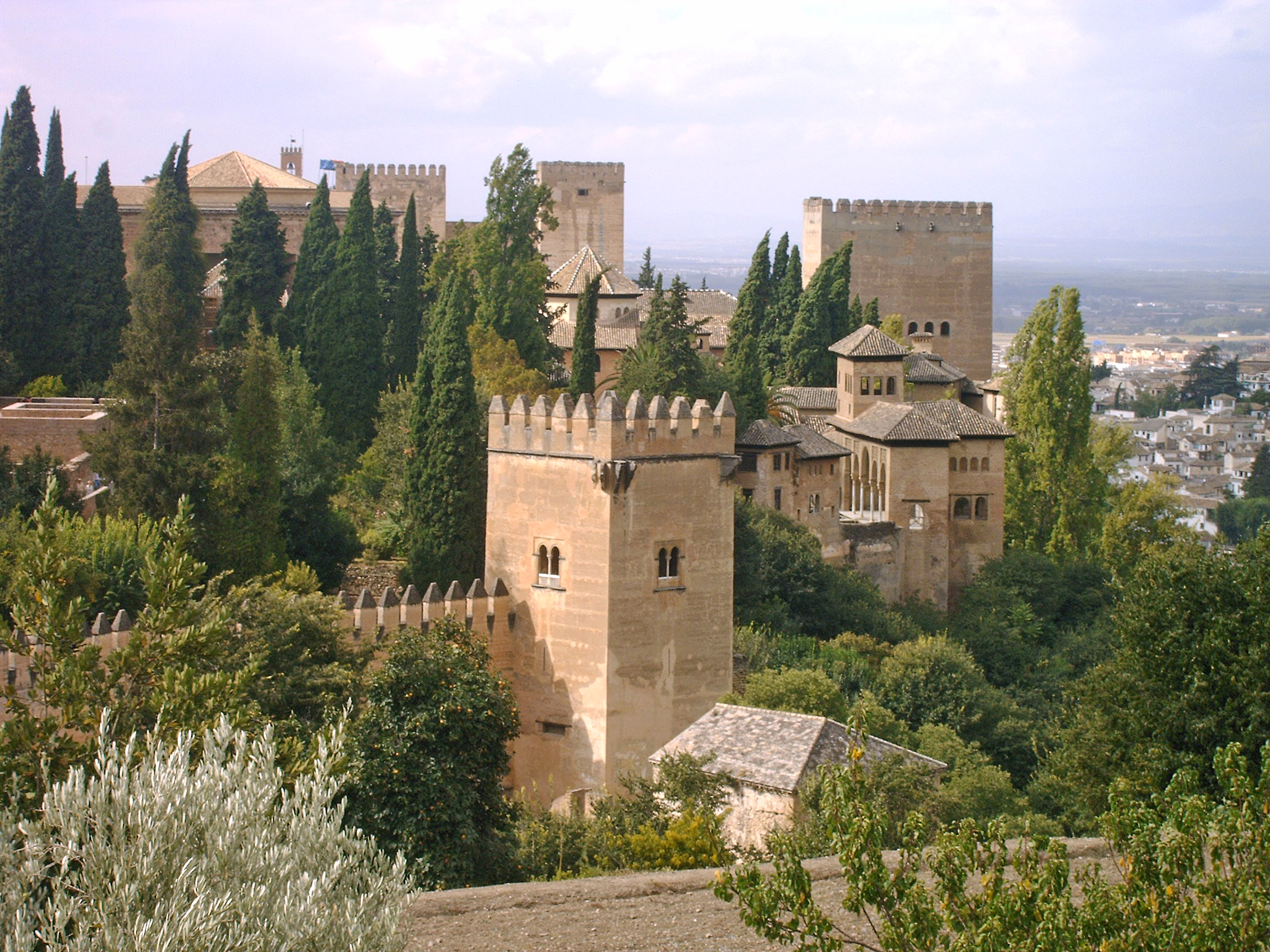
華盛頓·歐文在阿爾罕布拉宮的旅行途中獲得了許多素材

在完成克里斯托弗·哥伦布的传记后不久，华盛顿·欧文在1828年从他一直住的马德里出发，前往西班牙格拉纳达。他形容这座城市为“最美丽如画的城市，坐落在我见过的最美丽的风景之中。” 欧文正在准备一本關於1478–1492年西班牙歷史名为《格拉纳达征服纪事》的书。 他正於此繼續对该主题的研究。他要求历史悠久的阿罕布拉宫的时任館長以及格拉纳达大主教的許可进入该宫，欧文由於的名人身份而被授予許可。在35岁的向导马特奥·希梅尼斯（Mateo Ximenes）的帮助下，欧文將他的經歷集合為了《阿尔罕布拉故事》 。该书结合了真实历史事件和神话傳說，甚至包括1812年塞巴斯蒂安伯爵在位期间法国人毁坏了宫殿的一些塔楼、1821年地震造成的进一步破坏等故事。他的笔记本和日记中有描述和观察的内容，尽管他不相信自己的写作能做到这一点。他写道：“我对这个地方的涂鸦是多么不值得。” 欧文继续穿越西班牙，直到他被任命为美国驻伦敦大使馆的使馆秘书，在即将上任的部长路易斯·麦克拉恩（Louis McLane）的领导下任职。他于1829年9达伦敦。

## 影響

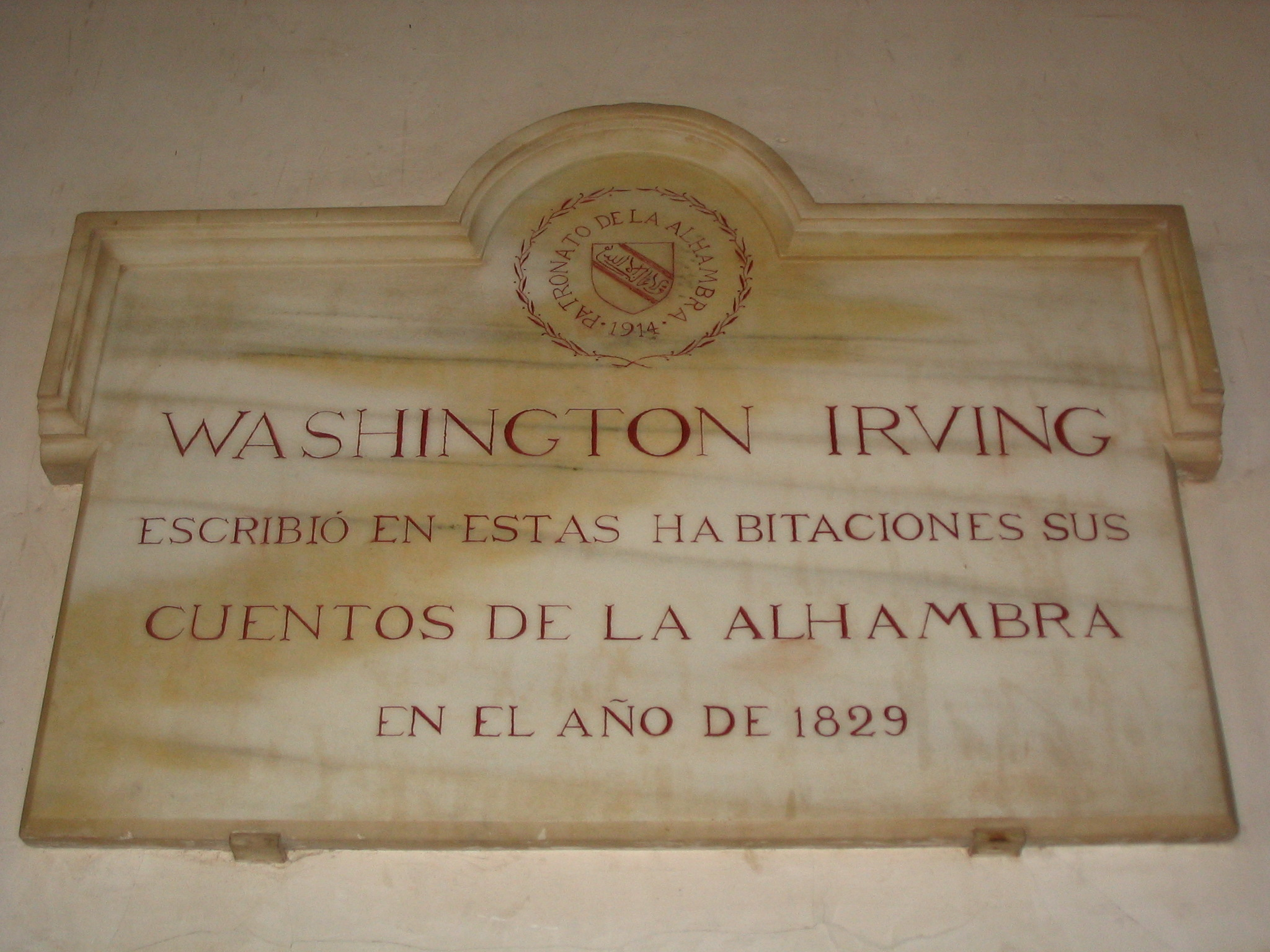
紀念牌匾，它寫道：“華盛頓·歐文在1829年於此寫作《阿爾罕布拉故事集》”

- 这本书有助于将阿尔罕布拉宫重新引入西方观众。现在，在欧文撰寫此書时所住的房间處有紀念牌匾。
- 亚历山大·普希金1834年發表的《金公鸡的故事》（Золотой петушок）中的故事是基于阿罕布拉故事的两个章节。反过来，普希金的诗也启发了弗拉基米尔·贝尔斯基（Vladimir Belsky）的尼古拉·里姆斯基·科萨科夫（Nikolay Rimsky-Korsakov）的歌剧“金鸡”的歌词。
- 这本书是1950年西班牙电影《阿罕布拉的故事》（Cuentos de la Alhambra）的基础。
- 佐雷达别墅（Villa Zorayda）是佛罗里达州圣奥古斯丁市的一座博物馆，以阿尔罕布拉宫的翅膀为基础，其名字取自欧文著作中的一个人物[4]。
- 加利福尼亚的阿罕布拉市以此命名。 1874年，本杰明·威尔逊（Benjamin Wilson）的女儿正在读这本书，并鼓励他为新的洛杉矶郊区开发项目使用该名称。[5][6]
- 2017年，西班牙动画制作人佩德罗·阿隆索·帕布洛斯（Pedro Alonso Pablos）制作了一部动画短剧，收录了阿罕布拉故事集：阿拉伯占星家，三位美丽的公主和阿罕布拉的玫瑰花。

## 外部連結
- 开放图书馆中的阿爾罕布拉故事集
- LibriVox中的公有领域有声书《The Alhambra: A Series Of Tales And Sketches Of The Moors And Spaniards》
- Full text in Word document form
- Online text
- Animated miniseries about the Tales of the Alhambra （页面存档备份，存于）
- Online text with images （页面存档备份，存于）